# Смирнов Павло Петрович
Смірнов Павло Петрович (рос. Смирнов Павел Петрович) (9 вересня (21 вересня) 1882, Симбірськ — 2 квітня 1947, Москва) — російський радянський історик. Лауреат Сталінської премії (1943 р.).

## Життєпис
Закінчив Київський університет, в якому був учнем М. Довнар-Запольського. 1912 — 1920 — приват-доцент, доцент і екстраординарний професор (з 1919) Київського університету; 1921 — 1923 — професор Київського Інституту Народної Освіти на катедрі історії Росії. 1923 р. заарештований і засуджений за звинуваченням в співробітництві з польською розвідкою на процесі «Центру Дій», потім засланий до Туркестану. 1927 — 1934 — професор Середньоазіатського державного університету в Ташкенті. 1938 — 1947 — професор Історико-Архівного Інституту в Москві. Дослідник соціально-економічної історії Московщини XVI — XVII вв. 
Його ідеї, викладені в монографії «Волзький шлях і стародавні руси», розвивав Омелян Пріцак.

## Головні праці
- Города Московского государства в первой половине 17 ст. (т. І, випуск 1 — 2, 1917 — 1919),
- Посадские люди и их классовая борьба до середины 17 ст. (тт. І — II, 1947 — 1948).
- Волзький шлях і стародавні руси. Нариси з руської історії VI — IX вв. (1928).